# Resolució 567 del Consell de Seguretat de les Nacions Unides
La Resolució 567 del Consell de Seguretat de les Nacions Unides, aprovada per unanimitat el 20 de juny de 1985 després d'escoltar la representació de la República Popular d'Angola, el Consell va recordar les resolucions 387 (1976), 428 (1978), 447 (1979), 454 (1979), 475 (1980), 545 (1983) i 546 (1984) i condemnà Sud-àfrica per les seves incursions contínues a través de l'ocupada Àfrica del Sud-Oest en violació directa de les resolucions anteriors.
El Consell va exigir Sud-àfrica respectar la integritat territorial d'Angola, prenent nota que Angola té dret a la legítima defensa i a la compensació dels atacs. També fa una crida a Sud-àfrica perquè cessi l'ocupació del sud d'Angola i retiri les seves tropes. La resolució també condemna Sud-àfrica per usar el territori de Namíbia com a base dels atacs i demana al secretari general que faci un seguiment de la situació i n'informi al Consell si ho considera oportú.